# Turi
Turi község (comune) Olaszország Puglia régiójában, Bari megyében.

## Fekvése
A Murgia keleti részén fekszik.

## Története
A régészeti leletek alapján bebizonyították, hogy a település területe már a neolitikumban lakott volt. Az első tulajdonképpeni települést az i.e. 7-6. században alapították a peucetiusok. Titus Livius római történetíró szerint ez a település volt Thuriae, a peucetiusok egyik legjelentősebb központja. A rómaiak érkezésével a település elnéptelenedett. Következő említése a 8. századból származik. A középkorban nemesi birtok volt, majd 1806 után miután a Nápolyi Királyságban felszámolták a feudalizmust, önálló községgé vált.

## Népessége
A lakosság számának alakulása:

## Főbb látnivalói
- Palazzo Marchesale - a normannok kezdték el építeni a 11. század végén.
- San Rocco-templom - a 11. században épült.
- Santa Chiara-templom - a 17. században épült.
- San Domenico-templom - a 17. században épült.